# Saturn Films
Saturn Films – amerykańska firma produkcyjna, założona w 2000 przez Nicolas Cage'a.
Siedziba wytwórni znajduje się w Los Angeles, w Kalifornii.